# Joan Josep
Joan Josep (en llatí Joannes Josephus, en grec Ἰωάννης Ἰώσηπος) fou un escriptor grec del que Teodoret diu que va revisar la Septuaginta. Probablement és el mateix personatge que l'autor d'una obra signada per Josephus titulada ( Ὓπομνηδτικὸν i en llatí Hypomnesticum s. Commonitorium, la qual està datada l'any 420.